# Joseph de Pasquale
Joseph de Pasquale (Filadèlfia (Pennsilvània), 14 d'octubre, 1919 - Idem. 22 de juny, 2015), va ser un violista nord-americà.

## Carrera[calcitació]
Va ser alumne de William Primrose. Per més de 50 anys va ser el viola principal de les dues orquestres més conegudes dels Estats Units: l'Orquestra de Filadèlfia i l'Orquestra Simfònica de Boston. Va col·laborar amb estrelles de la talla de Jascha Heifetz, Ruggier Ricci, Isaac Stern, Gregor Piatigorski entre molts altres.
Va fer importants estrenes mundials i va gravar per a RCA i Sony. Va exercir la tasca de professor al Curtis Institute of Music de Filadèlfia.